# Daniel Johansson
Per Daniel Johansson (Lund, 28 luglio 1987) è un calciatore svedese, difensore dello Stafsinge IF.

## Carriera
Nato a Lund ma cresciuto a Falkenberg, Johansson è cresciuto a livello giovanile nello Stafsinge (squadra minore con sede presso la cittadina di Falkenberg), prima di entrare a far parte del settore giovanile dell'Halmstad. Qui, dopo tre anni di permanenza nel vivaio, ha ottenuto un contratto con la prima squadra nel 2008, collezionando due presenze in campionato. Ha fatto il suo debutto in Allsvenskan il 29 ottobre 2008, nella sconfitta esterna per 2-1 contro l'Hammarby.
A fine stagione tuttavia non ha ottenuto il rinnovo da parte dell'Halmstad, così ha firmato un biennale in Superettan con il Falkenberg per le stagioni 2009 e 2010. La sua militanza in maglia gialla si rivelerà però molto più lunga, avendo esteso più volte (un triennale nel dicembre 2012, un annuale nel dicembre 2015) il contratto che lo legava al club. Nel frattempo la squadra ha iniziato a militare nel campionato di Allsvenskan per la prima volta nella sua storia a partire dalla stagione 2014.
Dopo le tre stagioni disputate in Allsvenskan, Johansson ha giocato un'ultima annata in Superettan nel 2017, prima di lasciare la squadra una volta scaduto il contratto.
Nel gennaio 2018 il 30enne Johansson è tornato a giocare per il club in cui era cresciuto, lo Stafsinge IF, nonostante esso stesse per affrontare il campionato di quinta serie.